# Референдум о плане Контактной группы
Референдум о ратификации плана Контактной группы (серб. Референдум о плану Контакт групе) был проведен в Республике Сербской 28 августа 1994 года после того, как Народная скупщина отклонила его 8 августа. Согласно плану, 49 % территории Боснии и Герцеговины должно быть отдано сербам, что примерно на треть меньше, чем они владели в то время. Его отвергли 97 % избирателей. После референдума президент боснийских сербов Радован Караджич сказал: «Мы попросим другую карту… Мы ожидаем новой конференции, новых мирных усилий». Однако Контактная группа (США, Россия, Великобритания, Франция и Германия) заявила, что референдум был фикцией.

## Итоги
| Выбор                                | Голоса    | %     |
| ------------------------------------ | --------- | ----- |
| За                                   | 32 429    | 3,35  |
| Против                               | 936 934   | 96,65 |
| Недействительные / пустые голоса     | 5 349     | -     |
| Всего                                | 974 712   | 100   |
| Зарегистрированные избиратели / явка | 1 068 469 | 91,23 |
| Источник: Прямая демократия.         |           |       |